# ثوم جونز
ثوم جونز (بالإنجليزية: Thom Jones)‏ هو كاتب أمريكي، ولد في 26 يناير 1945 في أورورا في الولايات المتحدة، وتوفي في 14 أكتوبر 2016 في أولمبيا في الولايات المتحدة.

## وصلات خارجية
- ثوم جونز على موقع ميوزك برينز (الإنجليزية)